# Campeonato Mundial de Rugby M21 de 2004
El Campeonato Mundial de Rugby M21 de 2004 se disputó en Escocia, fue la tercera edición del torneo en categoría M21.

## Resultados

### Primera Fase
| Pos. | Equipo        | Encuentros | Encuentros | Encuentros | Encuentros | Tantos  | Tantos    | Tantos     | Puntos totales |
| Pos. | Equipo        | jugados    | ganados    | empatados  | perdidos   | a favor | en contra | diferencia | Puntos totales |
| ---- | ------------- | ---------- | ---------- | ---------- | ---------- | ------- | --------- | ---------- | -------------- |
| 1    | Nueva Zelanda | 3          | 3          | 0          | 0          | 201     | 43        | +158       | 15             |
| 2    | Australia     | 3          | 3          | 0          | 0          | 117     | 27        | +90        | 14             |
| 3    | Irlanda       | 3          | 3          | 0          | 0          | 96      | 46        | +50        | 13             |
| 4    | Sudáfrica     | 3          | 2          | 0          | 1          | 123     | 90        | +33        | 11             |
| 5    | Inglaterra    | 3          | 2          | 0          | 1          | 61      | 70        | -9         | 8              |
| 6    | Gales         | 3          | 1          | 0          | 2          | 86      | 61        | +25        | 7              |
| 7    | Francia       | 3          | 1          | 0          | 2          | 70      | 78        | -8         | 7              |
| 8    | Argentina     | 3          | 1          | 0          | 2          | 68      | 77        | -9         | 6              |
| 9    | Italia        | 3          | 1          | 0          | 2          | 67      | 73        | -6         | 6              |
| 10   | Escocia       | 3          | 1          | 0          | 2          | 58      | 111       | -53        | 5              |
| 11   | Tonga         | 3          | 0          | 0          | 3          | 8       | 138       | -130       | 0              |
| 12   | Rusia         | 3          | 0          | 0          | 3          | 31      | 185       | -154       | 0              |

|  | Semifinales 1° al 4° puesto |

|  | Semifinales 5° al 8° puesto |

#### Resultados
| 11 de junio | Australia | 25 - 24 | Francia |  |  |

| 11 de junio | Italia | 10 - 43 | Argentina |  |  |

| 11 de junio | Irlanda | 43 - 5 | Tonga |  |  |

| 11 de junio | Nueva Zelanda | 42 - 13 | Inglaterra |  |  |

| 11 de junio | Escocia | 15 - 69 | Sudáfrica |  |  |

| 11 de junio | Gales | 46 - 11 | Rusia |  |  |

| 15 de junio | Australia | 64 - 0 | Tonga |  |  |

| 15 de junio | Irlanda | 26 - 22 | Argentina |  |  |

| 15 de junio | Italia | 26 - 27 | Francia |  |  |

| 15 de junio | Nueva Zelanda | 110 - 3 | Rusia |  |  |

| 15 de junio | Escocia | 14 - 25 | Inglaterra |  |  |

| 15 de junio | Gales | 26 - 27 | Sudáfrica |  |  |

| 19 de junio | Australia | 41 - 3 | Argentina |  |  |

| 19 de junio | Italia | 31 - 3 | Tonga |  |  |

| 19 de junio | Nueva Zelanda | 49 - 27 | Sudáfrica |  |  |

| 19 de junio | Escocia | 29 - 17 | Rusia |  |  |

| 19 de junio | Gales | 14 - 23 | Inglaterra |  |  |

| 19 de junio | Francia | 19 - 27 | Irlanda |  |  |

### Semifinales 9° al 12° puesto
| 23 de junio | Italia | 33 - 20 | Rusia |  |  |

| 23 de junio | Escocia | 18 - 17 | Tonga |  |  |

### Semifinales 5° al 8° puesto
| 23 de junio | Inglaterra | 39 - 13 | Argentina |  |  |

| 23 de junio | Gales | 29 - 21 | Francia |  |  |

### Semifinal 1° al 4° puesto
| 23 de junio | Irlanda | 26 - 13 | Australia |  |  |

| 23 de junio | Nueva Zelanda | 26 - 11 | Sudáfrica |  |  |

### 11° puesto
| 27 de junio | Rusia | 44 - 39 | Tonga |  |  |

### 9° puesto
| 27 de junio | Italia | 27 - 16 | Escocia |  |  |

### 7° puesto
| 27 de junio | Argentina | 42 - 33 | Francia |  |  |

### Quinto puesto
| 27 de junio | Inglaterra | 26 - 19 | Gales |  |  |

### Tercer puesto
| 27 de junio | Sudáfrica | 44 - 10 | Australia |  |  |

### Final
| 27 de junio | Irlanda | 19 - 47 | Nueva Zelanda |  |  |

| Bandera de Nueva Zelanda |
| Campeón Nueva Zelanda    |
| Segundo título           |